# Championnat des Tuvalu de football
Le championnat des Tuvalu de football (Tuvalu A-Division) est une compétition annuelle de football disputée entre les clubs tuvaluans.

## Liste des clubs

### Division-A (2021)
| Club              | Ile        |
| ----------------- | ---------- |
| Lakena United     | Nanumea    |
| Manu Laeva        | Nukulaelae |
| FC Ha'apai United | Nanumanga  |
| Nauti FC          | Funafuti   |
| Tamanuku          | Nukufetau  |
| FC Tofaga         | Vaitupu    |
| Vaoloa            | Nui        |
| Niutao            | Niutao     |

### Division-B
La Division-B se joue au Tuvalu Sports Ground à Funafuti, seul terrain de football des Tuvalu. Cette division est composée des équipes B des clubs de Division-A. Les matchs ont la particularité de se jouer en 2 mi-temps de 30 minutes chacune.

## Palmarès

### Vainqueurs de la Division-A
| Année | Champion                    | Île        |
| ----- | --------------------------- | ---------- |
| 1999  | Tuvalu Professionals FC     |            |
| 2000  | Nauti FC                    | Funafuti   |
| 2001  | FC Niutao                   | Niutao     |
| 2002  | FC Niutao                   | Niutao     |
| 2003  | FC Niutao                   | Niutao     |
| 2004  | Lakena United               | Nanumea    |
| 2005  | Nauti FC                    | Funafuti   |
| 2006  | Lakena United               | Nanumea    |
| 2007  | Nauti FC                    | Funafuti   |
| 2008  | Nauti FC                    | Funafuti   |
| 2009  | Nauti FC                    | Funafuti   |
| 2010  | Nauti FC                    | Funafuti   |
| 2011  | Nauti FC                    | Funafuti   |
| 2012  | Nauti FC                    | Funafuti   |
| 2013  | Nauti FC                    | Funafuti   |
| 2014  | Nauti FC                    | Funafuti   |
| 2015  | Nauti FC                    | Funafuti   |
| 2016  | Nauti FC                    | Funafuti   |
| 2017  | FC Manu Laeva               | Nukulaelae |
| 2018  | Equipe nationale des Tuvalu |            |
| 2019  | Nauti FC                    | Funafuti   |
| 2020  | Nauti FC                    | Funafuti   |
| 2021  | FC Tofaga                   | Vaitupu    |
| 2022  | Nauti FC                    | Funafuti   |

#### Nombre de titres
| Titres | Club                          | Années                                                                                  |
| ------ | ----------------------------- | --------------------------------------------------------------------------------------- |
| 15     | Nauti FC                      | 2000,2005, 2007, 2008, 2009, 2010, 2011, 2012, 2013, 2014, 2015, 2016, 2019, 2020, 2022 |
| 3      | FC Niutao                     | 2001, 2002, 2003                                                                        |
| 2      | Lakena United                 | 2004, 2006                                                                              |
| 2      | FC Manu Laeva                 | 2017, 2018                                                                              |
| 1      | FC Tofaga                     | 2021                                                                                    |
| 1      | Tuvalu national football team | 2018                                                                                    |
| 1      | Tuvalu Professionals FC       | 1999                                                                                    |

### Vainqueurs de la Division-B
| Année | Vainqueur       | Île        |
| ----- | --------------- | ---------- |
| 2005  | Niutao B        | Niutao     |
| 2006  | FC Tofaga B     | Vaitupu    |
| 2007  | Nauti FC B      | Funafuti   |
| 2008  | Lakena United B | Nanumea    |
| 2009  | FC Tofaga B     | Vaitupu    |
| 2010  | Nauti FC B      | Funafuti   |
| 2011  | FC Tofaga B     | Vaitupu    |
| 2012  | Nauti FC B      | Funafuti   |
| 2013  | FC Tofaga B     | Vaitupu    |
| 2014  | Lakena United B | Nanumea    |
| 2017  | Manu Laeva B    | Nukulaelae |
| 2018  | Manu Laeva B    | Nukulaelae |
| 2019  |                 |            |
| 2020  | Tamanuku B      | Nukufetau  |
| 2021  | FC Tofaga B     | Vaitupu    |

#### Nombre de titres
| Titres | Club            | Années                       |
| ------ | --------------- | ---------------------------- |
| 5      | FC Tofaga B     | 2006, 2009, 2011, 2013, 2021 |
| 3      | Nauti FC B      | 2007, 2010, 2012,            |
| 2      | Lakena United B | 2008, 2014                   |
| 1      | Niutao B        | 2005                         |
| 1      | Manu Laeva B    | 2017                         |
| 1      | Tamanuku B      | 2020                         |